# Капротиния
Капротиния също Ноне Капратине (на латински: Caprotinia; Nonae Capratinae) е религиозен празник в Древен Рим на 7 юли.
При празника жените играят голяма роля, които поднасят животни за жертви. Робините имат тогава редки свободи. По-късно празникът се свързва с богинята Юнона.